# Oskar Bachteler
Oskar Bachteler (* 2. Mai 1896 in Rottenburg am Neckar; † 17. März 1961) war ein deutscher Politiker der FDP.

## Leben
Bachteler studierte von 1915 bis 1920 Rechts- und Staatswissenschaften in Tübingen und wurde dort 1920 zum Dr. rer. pol. promoviert. Seit 1914 war er Mitglied der Studentenverbindung Tübinger Königsgesellschaft Roigel.
Am 13. Dezember 1937 beantragte er die Aufnahme in die NSDAP und wurde rückwirkend zum 1. Mai desselben Jahres aufgenommen (Mitgliedsnummer 5.678.057).
Der Kaufmann war ab 1949 Gründungsvorsitzender von Union Ohligs. Bachteler gehörte von 1948 bis zu seinem Tode dem Rat der Stadt Solingen an. Von 1956 bis zu seinem Tode war er Vorsitzender der FDP-Fraktion im Rat. Er war von 1950 bis 1954 Landtagsabgeordneter in Nordrhein-Westfalen, wo er den Wahlkreis Solingen-Altstadt-Höhscheid vertrat.